# تحميل متوازي
التحميل المتوازي (بالإنجليزية: Sideloading)‏ هو مصطلح يستخدم في الغالب على الإنترنت، على غرار «رفع» و «تحميل», ولكنه يشير إلى عملية نقل الملفات بين اثنين من الأجهزة المحلية، خاصة بين جهاز كمبيوتر وجهاز محمول مثل الهاتف المحمول، الهاتف الذكي، PDA, اللوحي، portable media player أو القارئ الإلكتروني.
Sideloading يشير عادة إلى نقل الملفات إلى الجهاز المحمول عبر USB, بلوتوث، واي فاي أو عن طريق الكتابة على بطاقة الذاكرة من أجل الإدراج إلى الجهاز المحمول.
عند الإشارة إلى تطبيقات الأندرويد، فإن مصطلح "sideloading" يعني عادة تثبيت تطبيق حزمة بصيغة APK على جهاز الأندرويد.يتم تحميلها من مواقع أخرى غير Google play, عادة من خلال جهاز كمبيوتر. هذا الأمر ممكن فقط إذا كان المستخدم قد سمح بتنزيل الحزم على جهازه من خلال تفعيله للمصادر الغير معروفة في إعدادات الأمان.
عند الإشارة إلى تطبيقات IOS, فإن مصطلح "sidelaoding" يعني عادة تثبيت تطبيق حزمة بصيغة IPA على جهاز ابل، يتم ذلك عن طريق استعمال برامج مثل Cydia Impactor أو Xcode أو عن طريق الجهاز باستعمال Jailbreak بدلا من التنزيل عن طريق App Store.هناك خاصية في إصدارات IOS الحديثة حيث أن التطبيق يجب ان يكون موثوق من قبل كلاًَ من ابل والمستخدم عن طريق "profiles and device management" من قائمة الإعدادات، ماعدا في حال استخدام طرق Jailbreak أو تطبيقات sideloading.

## تاريخ sideloading
مصطلح "sideload" صاغ في أواخر 1990s من قبل خدمة تخزين على الإنترنت تسمى idrive.com كوسيلة بديلة لنقل وتخزين ملفات الكمبيوتر رقمياًً بدلا من جسديا. في عام 2000 تم تطبيق idrive كعلامة تجارية. بدلا من الشروع في الملفات التقليدية «كالتحميل» من موقع ويب أو موقع FTP إلى أجهزة الكمبيوتر، أصبح يمكن للمستخدم إجراء "sideload" للملفات ونقلها مباشرة إلى مساحات التخزين الشخصية الخاصة بهم. ثم أصبح استخدام هذه الميزة منخفضاً بسبب أن محركات الأقراص الصلبة أصبحت أقل تكلفة.
لكن ظهور مشغلات MP3 في أواخر 1990s جلبت sideloading إلى الجماهير، على الرغم ان هذا المصطلح لم يكن واسع النطاق الا أنه كان يمكن للمستخدمين تحميل المحتوى إلى أجهزة الكمبيوتر الخاصة بهم ومن ثم تنفيذ  sideload إلى مشغلات MP3 الخاصة بهم.
اليوم sideloading  أصبح على نطاق واسع تقريبا كما يمكن لكل جهاز محمول ان يقوم بالsideloading بأكثر من طريقة واحدة.

## إيجابيات sideloading
Sideloading لديها العديد من المزايا بالمقارنة مع الطرق الأخرى لإيصال المحتوى على الأجهزة النقالة:
- لا توجد رسوم على نقل البيانات اللاسلكية.
- ليس هناك قيود  لشبكة للهاتف المحمول حيث ان المحتوى يمكن أن يكون مصمم لكل جهاز. تكمن أهمية هذا ببالنسبة لتشغيل الفيديو، حيث القاسم المشترك هو في كثير من الأحيان يمثل عاملا مقيدا على الشبكات اللاسلكية.
- لا توجد قيود جغرافية تحد من عملية تسليم المحتوى.
- لا يتم نقل المحتوى بشكل متدفق، بل ويمكن تخزينه على الجهاز الشخصي بشكل دائم.
- يعد Sideloading آلية ممتازة  للتسويق الإلكتروني.

## سلبيات sideloading
Sideloading أيضا لديها بعض العيوب:
- تحميل البيانات بشكل متدفق ضروري في بعض  بسبب قدرة التخزين المحدودة لدى بعض الأجهزة وهذا غير متوفر في sideloading.
- هناك اختلافات كبيرة في الأداء والقدرة بالنسبة للأجهزة المحمولة التي يمكن أن تستعمل sideloading ، فهناك الاجهزة الضعيفة والمحدودة وهناك أيضاً الأجهزة ذات الاداء العالي.
- بعض مشغلي الشبكات اللاسلكية (أبرزها فيريزون وايرلس) يتطلب من مصنعي الهواتف ان يقوموا بالحد من قدرة sideload الأجهزة على الشبكات كشكل من أشكال التأمين وربط البائع. هذا عادة ما يؤدي إلى فقدان USB وبلوتوث باعتبارها خيارات لتنفيذ sideload (على الرغم من ان النقل بواسطة بطاقة الذاكرة لا يزال متاح).[5]

## طرق استعمال sideloading
USB sideloading
اتصال Sideloading بواسطة USB كان موحد من قبل OMTP في أواخر عام 2007. حتى هذا الوقت، الشركات المصنعة للهواتف المحمولة قد تميل إلى اعتماد امتلاك حلول النقل بواسطة USB والتي تتطلب استخدام حزمة أو كابلات الطرف الثالث والبرمجيات.
قوة الأداء في حال sideloading  بواسطة USB يختلف إلى حد كبير اعتمادا على نسخة USB.ويتوفر USB بسرعات مختلفة منها الضعيفة والمتوسطة والقوية ومع ذلك، فإن الغالبية العظمى من الهواتف المحمولة حتى وقت كتابة هذه المقالة هي Full-Speed USB. B/s.

### Bluetooth sideloading
OBEX/OPP الخاص بالبلوتوث يتيح نقل الملفات بين الكمبيوتر وجهاز الجوال.هذا الخيار يعد أكثر تعقيدا من الاتصال عن طريق USB نظراً لوجوب اقتران الجهازين المراد الإتصال بينهما. أيضا، على عكس ما هو مألوف من طرق السحب والإسقاط التي عادة ما تكون متاحة عبر USB, فإن تطبيق البلوتوث محدد بواسطة بلوتوث الإرسال والاستقبال وبرامج التشغيل والنقل المستخدمة.
الملفات التي يتم تنفيذ sideloaded عليها إلى الأجهزة النقالة عبر تقنية «بلوتوث» غالبا ما تستقبل كرسائل مثل رسائل SMS. في حين أن هذه الملفات يمكن حفظها في أي وسيط تخزين. مثل هذه القيود المفروضة على الذاكرة الداخلية يجب أن تؤخذ بعين الاعتبار قبل البدء بعملية sideload.

### Memory card sideloading
Sideloading عن طريق بطاقة الذاكرة يتطلب أن يصل المستخدم إلى الكاتب في بطاقة ذاكرة. ملفات الصوت والفيديو يمكن أن تكتب مباشرة إلى بطاقة الذاكرة ومن ثم تدرج في الجهاز المحمول. تعتبر هذه أسرع طريقة sideloading لعدة ملفات في وقت واحد، طالما أن المستخدم يعرف أين يضع ملفات الوسائط.